# Guc
Guc je manji morski ribarski čamac sličan gajeti, zaobljena trupa i šiljata pramca i krme, s jednim parom vesala i jarbolom s latinskim jedrom. Može biti i djelomično opalubljen.

## Vanjske poveznice
- Guc Hrvatska tehnička enciklopedija, portal hrvatske tehničke baštine. LZMK